# In Medias Res (크립테리아)
《In Medias Res》는 크립테리아의 1번째 정규 음반으로, 제목의 뜻은 “사건의 중심으로”이다.

## 수록곡
1. "Victoriam Speramus (Original Album Ver.)" – 3:55
2. "Will You Be There For Me" – 4:43
3. "Why" – 4:43
4. "No More Lies" – 3:45
5. "Quae Laetitia" – 4:38
6. "Always And Forever" – 4:37
7. "Concordia" – 4:01
8. "Save Me" – 3:26
9. "Animus Liber" – 5:00
10. "You & I" – 5:07
11. "Going My Way" – 3:10
12. "The Tears I Cry" - 3:57
13. "승리를 위하여"[1] - 3:21
14. "Carol Of The Bells" - 2:48

## 기타
2006년 FIFA 월드컵 때에 이 음반의 4번 트랙 No More Lies를 개사한 Go Reds가 붉은악마의 공식 응원가 음반인 《Reds Go Together》에 수록되었다. 

## 참고
1. ↑  1번 트랙인 Victoriam Speramus를 한국어로 번역하면서 약간의 편곡을 거친 곡으로, Victoriam Speramus와는 전주와 2,3절 사이 부분이 다르다. 대한민국 특별판에만 수록되어 있다.